# Sesbania erubescens
Sesbania erubescens là một loài thực vật có hoa trong họ Đậu. Loài này được (Benth.) N.T.Burb. miêu tả khoa học đầu tiên.